# لونا 3
لونا 3 (بالإنجليزية: Luna 3 أو E-2A No.1)‏ كانت مركبة فضاء سوفيتية أُطلقت عام 1959 كجزء من برنامج لونا. وكانت أول بعثة تقوم بتصوير الجانب البعيد من القمر، وتعتبر ثالث مسبار فضائي سوفييتي مُرسل إلى جوار القمر. أحدثت هذه الصور التاريخية المُلتقطة للجانب البعيد من القمر الذي لم يُرَ من قبل حينها ضجةً واهتمامًا كبيرًا عندما نُشرت حول العالم، هذا بالرغم من سوء جودة هذه الصور وفقًا للمعايير الحديثة، وأُصدر أطلس مؤقت باسم «أطلس الجانب البعيد من القمر» بعد معالجة هذه الصور وتحسين جودتها. 
أظهرت هذه الصور للجانب البعيد من القمر وجود تضاريس جبلية مختلفة عما هو موجود في الجانب القريب من القمر، وأظهرت أيضًا اثنين فقط من المناطق المنخفضة المظلمة، وسميت إحداهما «بحر موسكو» والأخرى «بحر الرغبة». اكتُشف مؤخرًا أن بحر الرغبة يتكون من منطقة أصغر سُميت «بحر الذكاء»، بالإضافة إلى عدة فوهات أخرى مظلمة. لا يفهم العلماء سبب هذا الاختلاف بين جانبي القمر بشكل كامل، ولكن يبدو أن الحمم المظلمة المكونة لبحار القمر تكونت تحت الجانب القمري المواجه للأرض.
أُتبعت المهمة «لونا-3» بالمهمات الأمريكية «رينجر 7»، و«رينجر 8»، و«رينجر 9».

## التصميم
صُمم المسبار على شكل علبة اسطوانية لها نهايات شبه كروية وشفة عريضة (نتوء) عند القمة. يبلغ طول المسبار 130 سنتيمتر (51 بوصةً) و 12 سنتيمترًا (4.7 بوصة) عند أعرض نقطة عند الشفة. ويصل قطر معظم الجزء الاسطواني إلى 95 سنتيمترًا تقريبًا (37 بوصةً). أُغلقت علبة المسبار بطريقة تجعلها غير متأثرة بالظروف الخارجية، وحُفظ الضغط داخلها عند 0.22 من الضغط الجوي القياسي على الأرض أو ما يعادل 22 كيلوباسكال. نُصب عدد كبير من الخلايا الشمسية على الجدار الخارجي للمسبار، وذلك لتوفير الطاقة الكهربائية اللازمة لشحن البطاريات الموجودة داخل المسبار.
وُضع عدد من المصاريع بغرض السيطرة على الحرارة بطول الاسطوانة، وتُفتح هذه المصاريع كاشفةً أسطح المشعاع عندما تتعدى درجة الحرارة الداخلية 25 درجة مئوية (298 على مقياس كلفن). كانت أغطية آلات التصوير مثبتةً في النصف الكرة العلوي بالمسبار. وثُبتت أربعة هوائيات عند قمة المسبار، وهوائيان بالأسفل. توجد أجهزة علمية أخرى مُثبتة على جدار المسبار الخارجي مثل كاشفات الأشعة الكونية والنيازك الدقيقة، ومنظومة التصوير ينيسي-2. ثُبتت النفاثات الغازية المتحكمة في وضعية المسبار في أسفل المركبة. وساعدت الخلايا الشمسية العديدة على تثبيت وجهة المركبة وفقًا لموقع الشمس والقمر.
لم تُزود المركبة بمحركات صاروخية لتصحيح مسارها.
حملت المركبة بداخلها كلًا من آلات تصوير، ونظام لمعالجة الأفلام الفوتوغرافية، وجهاز إرسال، وبطاريات قابلة للشحن، وأجهزة مدوار (جيروسكوب)، ومرواح للسيطرة على الحرارة. كانت المركبة في حالة استقرار عن الدوران خلال أغلب أوقات الرحلة، وبدأ تشغيل نظام التحكم في وضعية المركبة على المحاور الثلاثة أثناء التقاطها للصور. كان نظام التحكم ب لونا-3 عن طريق موجات الراديو من خلال المحطات الأرضية بالاتحاد السوفييتي.

## المهمة
أُغلقت مرحلة الهروب «بلوك-إي» بعد إطلاق المركبة على متن الصاروخ «لونا 8ك72» رقم (I1-8) فوق القطب الشمالي بواسطة أنظمة التحكم الأرضية لوضع المركبة في مسارها إلى القمر. أظهرت اتصالات الراديو بالمركبة أن الإشارة الصادرة من المسبار في البداية كانت أضعف مما هو متوقع بمقدار النصف، مع وجود تزايد في درجة الحرارة الداخلية. انخفضت الحرارة الداخلية من 40 درجة مئوية إلى 30 درجة مئوية تقريبًا بعد إعادة توجيه محور دوران المركبة وإيقاف عمل بعض الأجهزة. شُغلت أنظمة التحكم وتوقف دوران المركبة على مسافة 60,000 إلى 70,000 كليومتر من القمر. كانت النهاية السفلية للمركبة مواجهةً للشمس، إذ كانت تلمع عند الجانب البعيد من القمر. 
عبر المسبار على مسافة 6200 كيلومتر قرب القطب الجنوبي القمري عندما كان في أقرب نقطة للقمر خلال الرحلة في ساعة 14:16 حسب التوقيت العالمي يوم السادس من أكتوبر عام 1959، بعدها استمر في العبور فوق الجانب البعيد للقمر. استشعرت الخلية الضوئية المُثبتة بالطرف العلوي للمركبة استضاءة سطح الجانب البعيد للقمر بأشعة الشمس يوم السابع من أكتوبر، وبعدها بدأت عملية التصوير. التُقطت أول صورة في الساعة 03:30 حسب التوقيت العالمي على مسافة 63,500 كيلومتر من القمر، بينما التُقطت الصورة الأخيرة بعدها بأربعين دقيقةً على مسافة 66,700 كيلومتر من القمر.
بلغ إجمال عدد الصور المُلتقطة 29 صورةً، وغطت 70% من سطح الجانب البعيد للقمر. استأنفت المركبة دورانها وعبرت فوق القطب الشمالي القمري عائدةً إلى الأرض بعد انتهاء عملية التصوير. بدأت محاولات إرسال الصور إلى الاتحاد السوفييتي يوم الثامن من أكتوبر ولكن باءت المحاولات الأولى بالفشل لضعف إشارة الإرسال. ومع اقتراب «لونا 3» من الأرض، نجحت في إرسال 17 صورةً مرئيةً بجودة ضعيفة بحلول يوم الثامن عشر من أكتوبر. انقطعت جميع الاتصالات بالمركبة يوم 22 أكتوبر عام 1959. ومن المعتقد أن المسبار احترق بالغلاف الجوي للأرض في مارس أو أبريل عام 1960. وتوجد احتمالية أخرى بنجاته في المدار حتى عام 1962 أو بعد ذلك.

### أول مناورة مساعدة بالجاذبية

مسار مركبة لونا 3 ومناورة المساعدة بالجاذبية

استُخدمت مناورة المساعدة بالجاذبية (المقلاع الجاذبيّ) لأول مرة في عام 1959 مع المركبة «لونا 3» عندما صورت الجانب البعيد للقمر. عبرت المركبة بعد إطلاقها من ميناء بايكونور الفضائي لخلف القمر من عند قطبه الجنوبي وباتجاه قطبه الشمالي، ثم عادت باتجاه الأرض. عدل كل من جاذبية القمر وحركته المدارية من مدار المركبة، وغُيّر المستوى المداري للمركبة أيضًا. أُجريت حسابات دقيقة على مدار عودة المركبة باتجاه الأرض لجعل المركبة تعبر فوق نصف الكرة الشمالي للأرض أثناء عودتها حيث توجد المحطات الفضائية السوفييتية. اعتمدت هذه المناورة على الأبحاث المُجراه تحت توجيه عالم الرياضيات مستيسلاف كيلدش بمعهد ستيكلوف للرياضيات.

## وصلات خارجية
- صور مُعالجة من مهمة لونا 3